# Mörbyligan (musikalbum)
Mörbyligan är punk/proggbandet Mörbyligans självbetitlade debutalbum. Detta är nog deras populäraste album också. Albumet släpptes 1979 och innehåller några av deras mest kända låtar som Snälla pappa och Ensamma Sussie. 

## Låtarna på albumet

### Sida A
1. Fredag (1:38)
2. Snälla pappa (2:27)
3. Inget har hänt (4:24)
4. Ensamma Sussie (3:46)
5. Kalle E Andersson (2:00)
6. Constructa AB:s mord på Borgen (2:15)
7. Katti (0:33)

### Sida B
1. Slumrande råttor (2:59)
2. Tula hem (0:31)
3. Fri som en vind (2:59)
4. Kollaboratören (2:01)
5. Häng me (2:57)
6. Valborg (3:22)
7. 7'38 (3:26)
8. Jais passe (1:26)